# Deux-Chaises

Deux-Chaises este o comună în departamentul Allier din centrul Franței. În 1 ianuarie 2022 avea o populație de 380 de locuitori.